# Vlag van Philadelphia

Vlag van Philadelphia

De vlag van Philadelphia bestaat uit drie verticale banen van gelijke breedte (blauw, geel, blauw) met het stadswapen in het midden van de gele baan (hoewel er ook vaak versies van de vlag worden getoond zonder het wapen). Het zegel en wapen werden in 1874 door de stad aangenomen. De blauwe en gele kleuren herinneren aan de oorspronkelijke Zweedse kolonisatie van Philadelphia. De afmetingen van de vlag zijn "10 voet lang en 6 voet breed, of vergelijkbare verhoudingen". Een vlaggenfabrikant die vlaggen levert aan het stadsbestuur verklaarde dat de gebruikte tint blauw "UN Blue" is (dezelfde tint die wordt gebruikt in de vlag van de Verenigde Naties).
De vlag werd officieel aangenomen op 27 maart 1895.

## Stadswapen
Azuur, met een gouden dwarsbalk, in schildhoofd een ploeg, in het onderste deel een schip in vol zeil, beide goed. Helmteken: een rechterarm die een weegschaal vasthoudt (die gerechtigheid voorstelt). Schildhouders: twee vrouwelijke figuren, aan de rechterkant (links van de toeschouwer), gekleed in witte en paarse gewaden, gekroond met een olijfkrans en met een rol met een anker in haar rechterhand; aan de linkerkant (rechts van de toeschouwer) is de godin Ceres, gekleed in witte en blauwe gewaden en met een cornucopia in haar linkerhand. Het motto op een rol eronder is "Philadelphia Maneto" ("Laat de broederliefde voortduren").